# Territorio Federal Maracay
El Territorio Federal Maracay fue un antiguo territorio federal de Venezuela creado el 12 de marzo de 1879 con el departamento Maracay del estado Guzmán Blanco.

## Historia
Perduró apenas hasta el 29 de mayo de 1880 cuando fue reintegrado al estado Guzmán Blanco con el nombre de distrito Maracay. Su primer y único jefe civil y militar fue el General Joaquín Crespo.